# Despertar nacional da Albânia
O Despertar Nacional ou o Renascimento Nacional da Albânia (em albanês: Rilindja Kombëtare) refere-se ao período da história da Albânia de 1870 até a Declaração de Independência da Albânia em 1912. Seus ativistas são chamados Reavivalistas (albanês: Rilindas) .
Em 1912, com a eclosão da Primeira Guerra Balcânica, os albaneses se revoltaram e declararam a criação de uma Albânia independente, que incluiu os atuais territórios da Albânia e Kosovo. Em 20 de dezembro de 1912 a Conferência dos Embaixadores em Londres reconheceu uma Albânia independente dentro de suas atuais fronteiras.